# Bret Harte (jednostka osadnicza)
Bret Harte – jednostka osadnicza w Stanach Zjednoczonych, w stanie Kalifornia, w hrabstwie Stanislaus.